# Niemitz-Koboldmaki

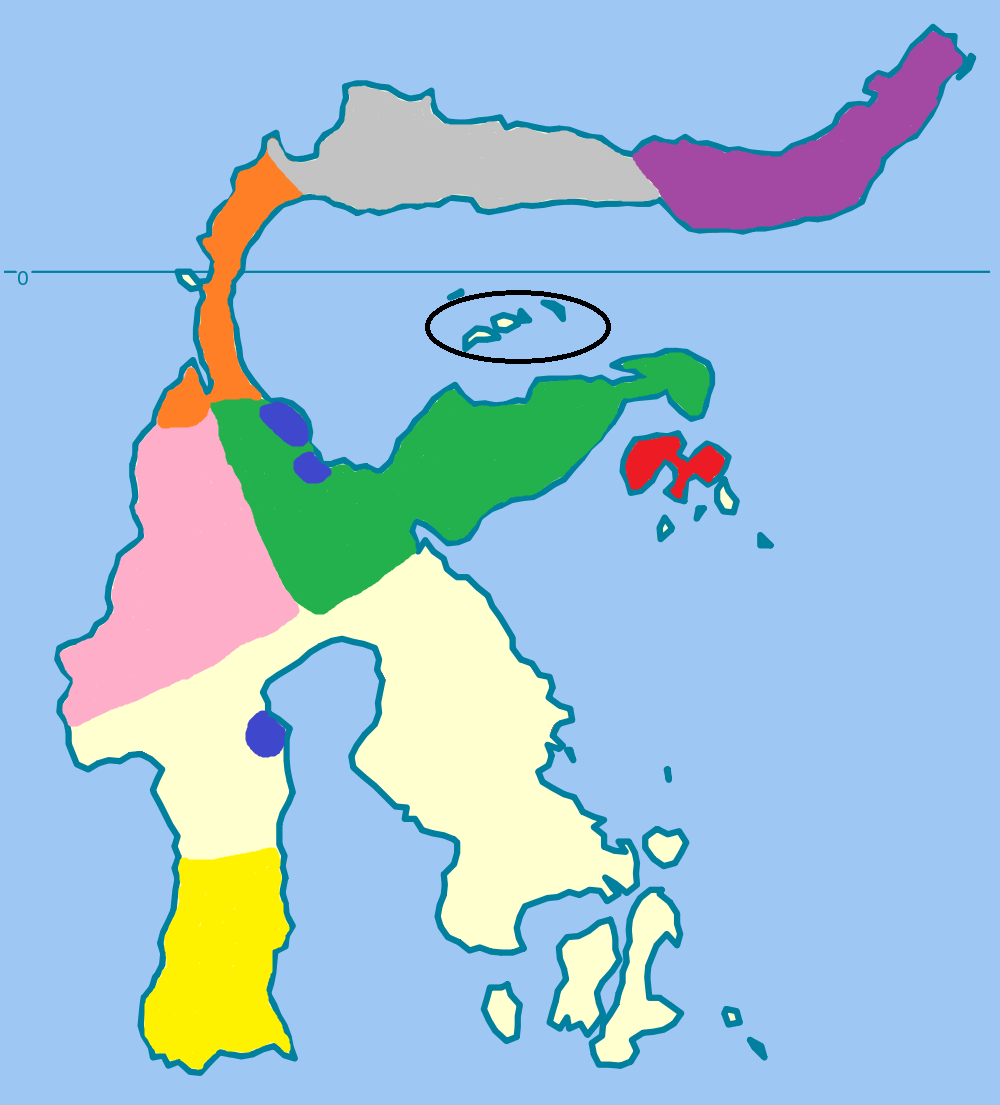
Verbreitung der Tarsius-Arten auf Sulawesi.
Diana-Koboldmaki
Wallace-Koboldmaki
Lariang-Koboldmaki
Makassar-Koboldmaki
Zwergkoboldmaki
Peleng-Koboldmaki
Jatnas Koboldmaki
T. spectrumgurskyae
Tarsius niemitzi

Der Niemitz-Koboldmaki (Tarsius niemitzi) ist eine Primatenart aus der Gruppe der Koboldmakis. Sie wurde 2019 beschrieben und zu Ehren des deutschen Evolutionsbiologen Carsten Niemitz benannt. Die Art kommt auf den indonesischen Togianinseln vor, mit Ausnahme von Una Una. In ihrer Heimat wird sie Bunsing, Tangkasi oder Podi genannt.

## Merkmale
Für die Erstbeschreibung der Art wurden drei Männchen und zwei Weibchen untersucht. Die Weibchen wogen 104 bzw. 110 g und hatten 24,5 bzw. 26,1 cm lange Schwänze. Die Männchen sind mit 125 bis 138 g deutlich schwerer, die Länge ihrer Schwänze entspricht der Schwanzlänge der Weibchen. Bezüglich des Gewichtes und der Größe unterscheidet sich der Niemitz-Koboldmaki damit nur vom Zwergkoboldmaki (Tarsius pumilus) und möglicherweise auch von anderen Koboldmakis der Sulawesi umgebenden kleineren Inseln, z. B. dem Sangihe-Koboldmaki (Tarsius sangirensis), nicht aber von den Koboldmakis von Sulawesi. Wie beim Diana-Koboldmaki (Tarsius dentatus) ist die Haut des Niemitz-Koboldmakis dunkel. Auch das Fell ist relativ dunkel und am Gesicht grau. Im Unterschied zu anderen Koboldmakis von den kleineren Inseln rund um Sulawesi ist der buschige Bereich an der Schwanzspitze beim Niemitz-Koboldmaki nicht reduziert.
Auch die für die Arten der Sulawesi-Koboldmakis typischen Duettgesänge wurden beim Niemitz-Koboldmaki nachgewiesen. Die Gesänge sind beim Niemitz-Koboldmaki strukturell einfach und möglicherweise die einfachsten aller bekannten Tarsier-Duette. Auf einen weiblichen Ruf folgen zwei oder drei männliche Rufe.
Schwesterart und damit die am nächsten mit dem Niemitz-Koboldmaki verwandte Art ist der Lariang-Koboldmaki (Tarsius lariang), der im westlichen Sulawesi vorkommt.

## Gefährdung
Der Bestand des Niemitz-Koboldmakis gilt als stark gefährdet (endangered).

## Belege
1. 1 2 3 4  Myron Shekelle, Colin P. Groves, Ibnu Maryanto, Russell A. Mittermeier, Agus Salim und Mark S. Springer: A New Tarsier Species from the Togean Islands of Central Sulawesi, Indonesia, with References to Wallacea and Conservation on Sulawesi. Primate Conservation 2019 (33), 2019, S. 1–9 PDF (Memento des Originals vom 20. September 2019 im Internet Archive)  Info: Der Archivlink wurde automatisch eingesetzt und noch nicht geprüft. Bitte prüfe Original- und Archivlink gemäß Anleitung und entferne dann diesen Hinweis.
2. ↑  Gursky, S., M. Shekelle und A. Nietsch. 2008. The conservation status of Indonesia’s tarsiers. In: Primates of the Oriental Night. M. Shekelle, C. P. Groves, I. Maryanto, H. Schulze und H. Fitch-Snyder (eds.), S. 105–114. Research Center for Biology, Indonesian Institute of Sciences, Bogor, Indonesia
3. ↑  Supriatna, J., J. Manansang, L. Tumbelaka, N. Andayani, M. Indrawan, L. Darmawan, S. M. Leksono, Djuwantoko, U. Seal und O. Byers (eds.). 2001. Conservation Assessment and Management Plan for the Primates of Indonesia: Final Report. Conservation Breeding Specialist Group (IUCN/SSC), Apple Valley, MN